# 足寄村
足寄村（あしょろむら）は、かつて北海道足寄郡に存在した村である。

## 沿革
- 1879年（明治12年）- 細川繁太郎、エン夫妻が中足寄に定住。
- 1908年（明治41年）- 足寄外3村戸長役場が足寄村に置かれる。
- 1919年（大正8年）- 淕別村、利別村を分離し、足寄外1村戸長役場が置かれる。
- 1923年（大正12年）4月1日 - 北海道二級町村制施行により足寄郡足寄村、螺湾（らわん）村が合併し、足寄村が発足。釧路国支庁に所属。
- 1948年（昭和23年）10月20日 - 足寄郡が釧路国支庁から十勝支庁に編入。
- 1955年（昭和30年）4月1日 - 中川郡西足寄町と合併し、足寄郡足寄町となり消滅。